# Autoportrait dédié à Paul Gauguin
Autoportrait dédié à Paul Gauguin est un tableau réalisé par le peintre néerlandais Vincent van Gogh en 1888 à Arles, dans les Bouches-du-Rhône, en France. Cette huile sur toile est un autoportrait dans lequel l'artiste se représente en buste sur un fond vert (composé principalement d'un mélange de blanc de zinc et de vert de Paris). Dédiée à son confrère Paul Gauguin par une inscription près du bord supérieur de la composition, l'œuvre est conservée depuis 1951 au Fogg Art Museum, à Cambridge, dans le Massachusetts, aux États-Unis.